# Fideikomisarna supstitucija
Fideikomisarna supstitucija, ili zavetina (naziv koji upotrebljava Srpski građanski zakonik (SGZ)), predstavlja ustanovu naslednog prava kod koje se postavlja naslednik nasledniku, to jest pravo na nasleđe mogu steći dva ili više lica jedno iza drugog.

## Sadržina
Zaveštalac testamentom određuje jednog naslednika (fiducijar), a kada se ispune određeni uslovi to lice gubi naslednička svojstva, a naslednik postaje drugo lice (fideikomisar). To se najčešće dešava iz razloga smrti fiducijara. Ovakva fideikomisarna supstitucija je moguća samo u jednom ili više stepena ili neograničeno pri čemu se stvara porodični fideikomis (na primer ostavilac odredi da će svu zoastavštinu naslediti njegov sin, a posle njegove smrti njegov najstariji sin pa unuk i tako dalje).

## Vrste
Pupilarna suspstitucija je klauzula u testamentu kojo ostavilac za naslednika imenuje svoje maloletno dete, s tim da će naslednik postati neka druga osoba ukoliko njegovo dete umre pre sticanja aktivne testamentarne sposobnosti.
Kvazipupilarna supstitucija postoji kada zaveštalac odredi naslednika svome potomku zato što ovaj nije sposoban za rasuđivanje i predvidi da ako potomak naknadno stekne  aktivnu testamentalnu sposobnost postaje konačno naslednik (prestaje biti fiducijar, a fideikomisar gubi to svojstvo).

## Pravne posledice
Pravne posledice koje izaziva fideikomisarne supstitucija dvojake:
- Period pre ostvarenja supstitucionog slučaja

U tom periodu zaostavština pripada fiducijaru koji ima pravni status plodouživoaca.On je dužan da se prema zaostavštini odnosi kao dobar domaćin (bonus pater familias)
- Po ostvarenju supstitucionog slučaja

Fideikomisar stupa na mesto naslednika i fideikomisar postaje neograničeni, pravi naslednik (ukoliko je fideikomisarna supstitucija bila određena na jedan stepen), a ako je u određena u više stepeni tada fideikomisar ima isti položaj koji je imao i fiducijar, pa i sam postaje fiducijar).

## Fideikomisarna supstitucija u naslednom pravu Srbije
Pozitivno pravo Srbije izričito zabranjuje fideikomisarnu supstituciju. Zabranjena je odredba kojom se se određuje naslednik svome nasledniku ili legataru. Zabranjena je takva zamena naslednika koja stavara takozvana dobra mrtve ruke, to jest izuzima zaostavštinu ili njene delove iz pravnog prometa.